# Ageröds mosse
Ageröds mosse är en torvmosse belägen vid Ringsjön i Munkarps socken i Höörs kommun i centrala Skåne. Mossen utgör den norra delen av ett större mosskomplex tillsammans med Rönneholms mosse. De båda mossarna åtskiljs endast av Rönne å. Under äldre stenåldern, innan bildandet av högmossarna, utgjorde mossområdet en västlig del av Ringsjön.
Under åren 1946-1950 genomfördes omfattande utgrävningar vid Ageröds mosse. I kanten av mossen hittades en mängd välbevarade boplatslämningar från äldre stenåldern. Utgrävningarna genomfördes i regi av det så kallade Mesolitiska laboratoriet vid Lunds universitets historiska museum, under ledning av docent Carl-Axel Althin. Fynden omnämndes 1947 i radio och tidningar som unika och kung Gustaf VI Adolf tillbringade en tid vid utgrävningarna. Fynden kom att bli viktiga i diskussionen om sydskandinavisk stenålder och dess indelning i olika faser. Fynden dateras i huvudsak till Maglemosekulturen och Kongemosekulturen. På boplatserna fann man mängder av välbevarat organiskt material, som ben-, horn- och träredskap, vilket man tidigare ofta bara funnit som lösfynd.
Boplatserna i Ageröds mosse kom åter i fokus genom de utgrävningar som genomfördes av Lars Larsson vid Lunds universitet under 1970- och 1980-talen. Genom hans publikationer kom boplatsfynden att uppmärksammas internationellt. Oroade arkeologer kunde även konstatera att fyndlagren blivit betydligt tunnare. 
2019 utfördes grävningar återigen, denna gång för att skapa en bild av hur fornlämningar i marken påverkats av mänsklig aktivitet som klimatförändringar, utdikning och försurning. Tyvärr fann man att lämningarna från det 9 000 år gamla stenålderssamhället var nästan helt borta.
Mossen är uppkallad efter gården Ageröd som är belägen i västra kanten om mossen.